# Владимир Боберић
Владимир (световно Владислав Боберић, Српска Кларија (данас Радојево) у Банату, 22. октобар/3. новембар 1873 — Будимпешта, 4/17. фебруар 1918) је био епископ Српске православне цркве.

## Световни живот
Епископ Владимир је рођен ако Владислав Боберић 3. новембра 1873. године у Српској Кларији (данас Радојево) у Банату, од оца Младена, свештеника, и Анете Маширевић, синовице патријарха Самуила (Маширевића). Основну школу завршио је у Врањеву, гимназију у Новом Саду и богословију у Сремским Карловцима.
На позив митрополита дабробосанског Николаја (Мандића) прешао је у Сарајево, где је након положеног катихетског испита постављен за редовног професора сарајевске гимназије.

## Монашки живот
При постригу добио име Владимир. Пошто је рукоположен у чин ђакона и презвитера, постављен је за професора Рељевске богословије.
Као привремени ректор богословије, именован је 10. октобра 1911. године за епископа бококоторског.
Бавио се катихетиком, канонским правом и врло успешно црквеном музиком, оставивши за собом доста запажених композиција.
Умро је у Будимпешти 17. фебруара 1918. године, а сахрањен је у Врањеву у Банату.
О њему је писао Цетињски вјесник 1911. године.